# Gilberto Pastana de Oliveira
Gilberto Pastana de Oliveira (* 29. Juli 1956 in Boim, Pará) ist ein brasilianischer Geistlicher und römisch-katholischer Erzbischof von São Luís do Maranhão.

## Leben
Gilberto Pastana de Oliveira begann 1977 an der Universidade Federal do Pará ein Studium der Philosophie, das er ab 1978 am Instituto de Pastoral Regional (IPAR) fortsetzte. Zudem studierte er von 1979 bis 1982 Katholische Theologie am Instituto de Pastoral Regional. Pastana de Oliveira empfing am 27. Juli 1985 in der Kirche Cristo Libertador in Santarém das Sakrament der Priesterweihe für das Bistum Santarém.
Pastana de Oliveira war von 1985 bis 1987 als Pfarrvikar der Pfarrei Santo Antônio in Mojuí dos Campos tätig, bevor er Regens des Priesterseminars São Pio X in Santarém wurde. 1990 wurde Gilberto Pastana de Oliveira für weiterführende Studien nach Rom entsandt, wo er 1992 an der Päpstlichen Fakultät Teresianum ein Lizenziat im Fach Spirituelle Theologie erwarb. Nach der Rückkehr in seine Heimat wurde er Koordinator für die Pastoral im Bistum Santarém und Pfarrer der Pfarrei Nossa Senhora Aparecida in Santarém. Von 1996 bis 1998 war Gilberto Pastana de Oliveira Koordinator der Abteilung für Philosophie und Katholische Theologie am Instituto de Pastoral Regional in Belém. Daneben wirkte er als Subregens am interdiözesanen Priesterseminar São Gaspar (1996) und als Pfarrvikar der Pfarrei Nossa Senhora da Conceição in Belém (1997–1998). Von 1999 bis 2005 war Pastana de Oliveira als Pfarrer der Pfarrei Nossa Senhora de Fátima in Santarém tätig. Ab 2000 war er zudem Direktor des kirchlichen Fernsehsenders Rede Vida und ab 2002 Generalvikar des Bistums Santarém.
Am 3. August 2005 ernannte ihn Papst Benedikt XVI. zum Bischof von Imperatriz. Der Bischof von Santarém, Lino Vombömmel OFM, spendete ihm am 28. Oktober desselben Jahres in der Kathedrale Nossa Senhora da Conceição in Santarém die Bischofsweihe; Mitkonsekratoren waren der Erzbischof von Belém do Pará, Orani Tempesta OCist, und der emeritierte Bischof von Imperatriz, Affonso Felippe Gregory. Sein Wahlspruch Venha o teu reino („Dein Reich komme“) stammt aus Mt 6,10 . Die Amtseinführung erfolgte am 13. November 2005. Ferner war Gilberto Pastana de Oliveira von 2005 bis 2016 verantwortlicher Bischof für die Liturgie und die Laien in der Region Nordeste 5 der Brasilianischen Bischofskonferenz. Zudem war er von 2010 bis 2015 Präsident der Region Nordeste 5.
Papst Franziskus ernannte ihn am 18. Mai 2016 zum Koadjutorbischof von Crato. Die Amtseinführung fand am 17. Juli desselben Jahres statt. Mit dem Rücktritt Fernando Panicos MSC am 28. Dezember 2016 folgte er diesem als Bischof von Crato nach. Zusätzlich war Pastana de Oliveira ab 2016 verantwortlicher Bischof für die Liturgie in der Region Nordeste 1.
Am 2. Juni 2021 bestellte ihn Papst Franziskus zum Erzbischof von São Luís do Maranhão. Die Amtseinführung erfolgte am 18. Juli desselben Jahres.